# 1451
1451 је била проста година.

## Догађаји
- Почињу напади Османлија  на Деспотовину Србију и друге земљен на Балкану и до даљег успона турске царевине.

## Рођења

### Март
- 9. март — Америго Веспучи, италијански морепловац. († 1512)

### Април
- 22. април — Изабела I од Кастиље, краљица Кастиље и Арагона

## Смрти

### Фебруар
- 3. фебруар — Мурат II, османски султан